# Johann Wörlin
Johann Wörlin oder Hans Wörlin († 16. Jahrhundert, nachgewiesene Wirkungszeit 1522–1526) war ein deutscher Buchdrucker.
Johann Wörlin (auch als Wöhrlin zitiert) wurde 1517 in die Krämerzunft zum Falkenberg aufgenommen und veröffentlichte 1520 sein erstes Buch, das von Michael Hug verfasste Werk Briederlich zuermanen an alle Christlichen hertzen. Der zweite Druck der von Wörin in Freiburg im Breisgau gegründeten Offizin war 1522 Jakob Mennels „Seel vnnd heiligen buch, Keiser Maximilians altfordern, als weyt ich vff Irer Keiserlichen Maiestat gnedig befelh, allenthalben hab mögen erfaren“ erschien. Als eine der wenigen verbliebenen altkirchlichen Druckereien in der Gegend druckte er im weiteren Verlauf antireformatorische Texte von Hugo von Hohenlandenberg (1457–1532) und Johann Fabri (1478–1541) gegen Ulrich Zwingli. Weiterhin sind Liedflugschriften ab diesem Jahr überliefert, zum Beispiel von Hans Folz. 1523 erschien der auf dem Regimen sanitatis des Konrad von Eichstätt beruhende, anonym herausgegebene Gesundheitsratgeber Dis biechlin saget, wie sich ein yegklich mensch halten sol durch das gantz jar, mit essen, trincken, schlafen, wachen unnd baden. […] und 1525 ein Ratgeber zu Schwangerschaft und Geburt „Dises biechlin saget wie sich die schwangeren Frawen halten sollen, vor der geburt, in der geburt, vnd nach der geburt“. Ab 1525 erschienen eine Reihe von Flugschriften und „Neüwen Zeytungen“, einer Art Nachrichtendruck, vor allem zum Bauernkrieg. Weiterhin sind von Wörlin gedruckte Texte von Erasmus von Rotterdam erhalten.
Wörlins Drucke gelten wegen ihres frühen Erscheinungsdatums als Inkunabeln und sind unter anderem in Deutschland in den Katalogen der Bibliotheksverbünde  und im VD 16 nachgewiesen.